# لارس روزنبرغ
لارس روزنبرغ (بالسويدية: Lars Rosenberg)‏ هو موسيقي سويدي، ولد في 2 فبراير 1971.

## وصلات خارجية
- لارس روزنبرغ على موقع ميوزك برينز (الإنجليزية)
- لارس روزنبرغ على موقع أول ميوزيك (الإنجليزية)
- لارس روزنبرغ على موقع ديسكوغز (الإنجليزية)